# Гней Гозідій Гета
Гней Гозідій Гета (лат. Gnaeus Hosidius Geta; 20 — після 95) — державний та військовий діяч Римської імперії, консул-суффект 47 року.

## Життєпис
Походив з роду Гозідіїв. Про батьків немає відомостей. Був претором у 40 або 41 році. У 42 році очолив IX Іспанський легіон у провінції Африка. Під час перебування на цій посаді брав участь у придушення повстання у Мавретанії.
У 43 році на чолі легіону був учасником походу з підкорення Британії. За свою звитягу у битві при річці Медвей отримав тріумфальні значки. Залишався у підкореній частині Британії на чолі легіону до 45 року.
У 47 році був консулом-суффектом послідовно впродовж року разом з Титом Флавієм Сабіном, Луцієм Вагеллієм і Гаєм Воласенна Севером. Остання згадка про діяльність Гнея Гозідія Гети датується 95 роком.

## Родина
- Гозідія Гета, дружина Марка Віторія Марцелла, консула-суффекта 105 року